# Монастырёк (городище)
49°59′26″ с. ш. 31°22′53″ в. д.
Монастырёк — городище Лука-райковецкой культуры у бывшего хутора Монастырёк (ныне не существует) в Черкасском районе (до 17 июля 2020 года Каневский район) Черкасской области Украины.
Раннесредневековое славянское поселение располагалось на высоком правом берегу Днепра. Для защиты укреплённого поселения использовались географические особенности местности — высокий берег и река. Вблизи расположены два городища зарубинецкой культуры. Городище Монастырёк подразделяется на Западное городище и Восточное с открытым селищем. На городище выявлены два горизонта. Нижний горизонт, на основании дирхема 761/762 годов чеканки из жилища 7 часто относят к VIII веку. В нём, при преобладании лепной керамики, всё же найдены фрагменты гончарной керамики IX—начала X века.
Жилища второго строительного горизонта единовременно гибнут в пожаре. В керамике доминируют раструбовидные гончарные сосуды «житомирского» варианта Луки-Райковецкой культуры, а также присутствует и гончарная посуда древнерусских форм первой половины X века. Найденные на городище Монастырёк и в курганах Гнёздова луннические височные кольца «нитранского типа» свидетельствуют о знакомстве днепровских мастеров с великоморавской ювелирной традицией. Фельс 814 года чеканки в жилище 2 сочетался с гончарной посудой X века. Древнерусских форм второй половины X века на памятнике нет, что определяет дату гибели поселения в рамках второй четверти X века, синхронно с древлянским Искоростенем. Древнерусское влияние в Монастырьке маркируется не только посудой, но и костяным гребнем, браслетом, обломком пластинчатого перстня и ланцетовидным наконечником стрелы.
На месте уничтоженного славянского поселения в конце XI века возник древнерусский город Заруб. Население Монастырька было сформировано пришлыми группами из древлянских земель Луки-Райковецкой культуры при локальном участии местного населения — носителей типа Сахновки.
По мнению антропологов финальным результатом смешения различных групп славян в Правобережном Среднем Поднепровье явился мезокранный черепной указатель (75,0—79,9 %), характеризующий умеренно длинный и широкий череп среднелицевого типа древнерусского населения данного региона XI—XIII веков.